# Angono
Angono is een gemeente in de Filipijnse provincie Rizal op het eiland Luzon. Bij de laatste census in 2010 telde de gemeente ruim 102 duizend inwoners.

## Geografie

### Bestuurlijke indeling
Angono is onderverdeeld in de volgende 10 barangays:
| - Bagumbayan - Kalayaan - Poblacion Ibaba - Poblacion Itaas - San Isidro | - San Pedro - San Roque - San Vicente - Santo Niño - Mahabang Parang |

## Demografie
Angono had bij de census van 2010 een inwoneraantal van 102.407 mensen. Dit waren 5.198 mensen (5,3%) meer dan bij de vorige census van 2007. Ten opzichte van de census van 2000 was het aantal inwoners gegroeid met 27.739 mensen (37,1%). De gemiddelde jaarlijkse groei in die periode kwam daarmee uit op 3,21%, hetgeen hoger was dan het landelijk jaarlijks gemiddelde over deze periode (1,90%).

De bevolkingsdichtheid van Angono was ten tijde van de laatste census, met 102.407 inwoners op 26,22 km², 3905,7 mensen per km².

## Geboren in Angono
- Carlos Francisco (4 november 1912), muurschilder en Nationaal Artiest van de Filipijnen (overleden 1969).
- Lucio San Pedro (11 februari 1913), componist en Nationaal Artiest van de Filipijnen (overleden 2002).